# Горішня Сушиця
Горішня Суши́ця (болг. Горна Сушица) — село в Благоєвградській області Болгарії. Входить до складу общини Санданський.

## Населення
За даними перепису населення 2011 року у селі проживали 28 осіб, усі — болгари.
Розподіл населення за віком у 2011 році:
Динаміка населення: